# Bryaninops tigris
Bryaninops tigris là một loài cá biển thuộc chi Bryaninops trong họ Cá bống trắng. Loài này được mô tả lần đầu tiên vào năm 1985.

## Từ nguyên
Từ định danh tigris bắt nguồn từ τίγρις trong tiếng Hy Lạp cổ đại có nghĩa là “con hổ”, hàm ý đề cập đến màu nâu với các vệt vàng của loài cá này, cũng như hành vi kín đáo như loài hổ của chúng.

## Phân bố và môi trường sống
Từ Oman và Maldives cùng Chagos, B. tigris có phân bố trải dài về phía đông đến quần đảo Société và quần đảo Hawaii, xa về phía nam đến rạn san hô Great Barrier, ngược lên phía bắc đến quần đảo Ryukyu (Nhật Bản). Ở Việt Nam, B. tigris được ghi nhận tại đảo Phú Quốc. Loài này sau đó đã mở rộng phạm vi đến phía bắc Biển Đỏ, khi một cá thể được phát hiện ở ngoài khơi Hurghada (Ai Cập).
B. tigris sống cộng sinh với san hô đen Antipathes, được tìm thấy ở độ sâu khoảng 15–53 m.

## Mô tả
Chiều dài lớn nhất được ghi nhận ở B. tigris là 3 cm. Thân trên trong suốt với 6–7 vạch ngắn có thể là màu vàng, cam sẫm hoặc đỏ, giữa mỗi vạch có một đốm nhỏ cùng màu. Một sọc trắng dọc phía trên cột sống. Thân dưới còn lại có màu cam sẫm đến đen phớt cam.
Số gai vây lưng: 7; Số tia vây lưng: 7–8; Số gai vây hậu môn: 1; Số tia vây hậu môn: 8–9; Số tia vây ngực: 12–14.

## Sinh thái
Thức ăn của B. tigris là động vật phù du. Trứng được đẻ trên một đoạn cành san hô sau khi đã loại bỏ các polyp và được cá đực bảo vệ.
B. tigris là một trong những loài khó thấy nhất của chi Bryaninops vì chúng rất tiệp màu với vật chủ là san hô Antipathes. Antipathes có khung xương màu nâu sẫm đến đen, bên ngoài có màu cam, nâu đỏ, vàng hoặc trắng.